# El Texano
David Renk plus connu sous le nom de El Texano, né à Alamo au Texas le 16 juin 1963 et mort le 21 septembre 2018,, est un matador américain.
Il est l'unique matador américain qui a pu confirmer son alternative dans la Monumental Plaza de toros México.

## Enfance
El Texano est né avec des pieds-bots varus et n'a pas pu marcher jusqu'à l'age de neuf ans. Son père Fred, aficionado passionné, tient un ranch dont les murs sont tapissés d'affiches de corrida et de souvenirs de tauromachie. C'est sans doute ce qui éveille chez l'enfant le désir de devenir matador. Il joue souvent avec la cape, ou la muleta en claudiquant. Malgré sa démarche de crabe, il affronte une vache brava dans le ranch de Don Álvaro García au cours d'une tienta où son père l'a emmené.
À l'âge de huit ans, il subit une opération des pieds, et c'est dans un fauteuil roulant qu'il assiste à une corrida à laquelle participait Pepe Luis Vázquez dans les arènes de Ciudad Juarez. Le matador lui donne beaucoup d'espoir en lui brindant son taureau, mais personne ne croit que cet enfant anémique puisse un jour devenir matador,.

## Carrière
Il commence à toréer dans les arènes de Tepoztlán  et il se présente avec la Cuadrilla de Los Niños de Monterrey le 20 novembre 1977 dans une novillada sans picadors à Reynosa où il impressionne le public malgré ses jambes frêles et sa démarche encore incertaine. La même cuadrilla se produit à Reynosa le 1er janvier 1978 où la maigreur du novillero et son aspect maladif lui valent la sympathie du public. Son père qui vient d'acheter un ranch près de Houston  (Texas) l'a inscrit au collège de Houston où il poursuit ses études tout en continuant à progresser dans le toreo.
Pepe Luis Vázquez, son professeur, détecte les difficultés du novillero à  l'estocade et ses problèmes de sitio. Après plusieurs novilladas dans de petits villages, David est blessé dans les arènes de Santa Fe, puis il se présente Mexico en 1979 où il est déjà connu comme « El Texano »  et de nouveau à Santa Fe le 28 janvier 1980 ,. Le 27 de la même année il est à Monterrey  où il est de nouveau blessé. L'année suivante, il prend son alternative à Ciudad Juárez.
Malgré l'hostilité d'une partie du mundillo, fort des échos de la presse et du soutien du public, il confirme son alternative à Mexico le 2 octobre 1983,,. Il se retire en 2000 et il fonde avec son père un élevage de toros bravos : La Querencia et une école taurine, la Santa Maria Bullfighting School, à La Gloria, Texas,,.
Atteint du Syndrome de Marfan, il est mort le 21 septembre 2018 des suites d'une insuffisance cardiaque congestive,.